# Hostert (Niederanven)

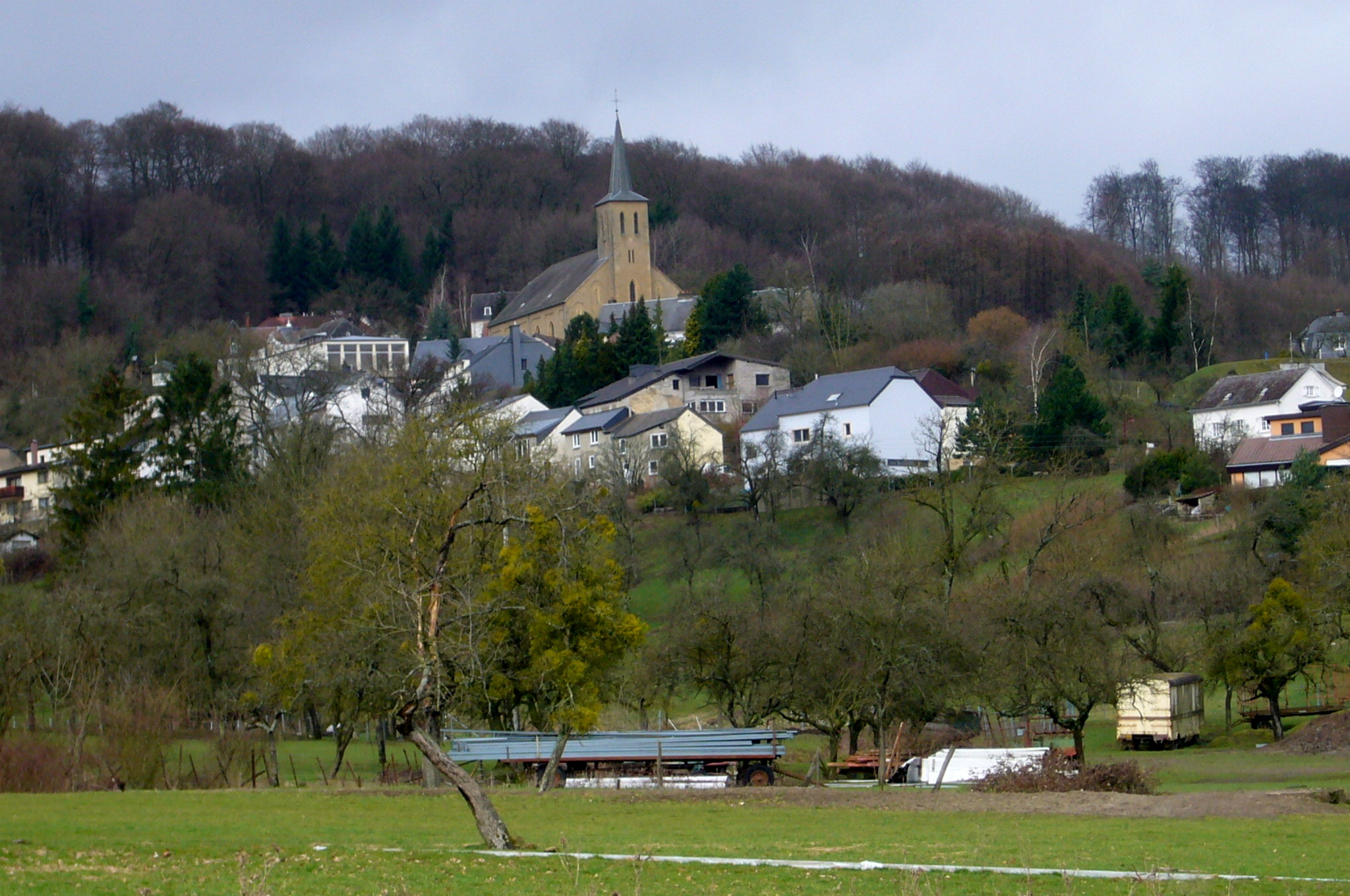
Hostert in der Gemeinde Niederanven

Hostert (luxemburgisch Hueschtertⓘ; französisch Hostert) ist eine kleine Ortschaft in der Gemeinde Niederanven (lux.: Nidderaanwen), im Kanton Luxemburg im Großherzogtum Luxemburg (lux.: Lëtzebuerg). Sie liegt 372 Meter über dem Meeresspiegel.
Die Anzahl der Einwohner in Hostert hat sich von 358 (2001), 358 (2005), 416 (2013), 470 (2019) auf 517 (2021) erhöht (rund +36 % in 20 Jahren).

## Trivia
Religion
Die ehemalige Dorfkapelle und nunmehrige Friedhofskapelle wurde am 27. Dezember 1976 als nationales Monument (lux.: Nationaalt Monument) klassiert. Die üblichen Gottesdienste werden in der zwischen 1857 und 1859 erbauten Kirche Saint-Jean-Baptiste abgehalten.
Fanfare „La Réunion“ Hostert

Sitz der Fanfare „La Réunion“ Hostert

1908 wurde in Hostert eine musikalische Vereinigung gegründet (1. August 1908 provisorische Gründung der Hosterter Musik, lux.: Hueschterter Musek). Nachdem nach zwei Monaten bereits 25 Musiker an der Vereinigung teilnahmen, entstand die endgültige Vereinigung, die Fanfare réunie de Hostert. 2008 wurde das 100-jährige Bestehen der Fanfare Réunie de Hostert gefeiert. 2008 waren 50 Musikanten im Verein.

## Persönlichkeiten, die mit dem Ort verbunden sind
Guillaume Konsbruck (1909–1983), Offizier und Politiker, ehemaliger stellvertretender Generaldirektor der ARBED und Mitglied der luxemburgischen Chrëschtlech Sozial Vollekspartei (CSV).